# Зоя Ставрева
Зоя Ставрева Маринополска (21 април 1883 – 3 март 1962) е българска философка, педагожка и общественичка. Тя е първата българка, защитила докторска дисертация по философия.

## Биография

### Произход и образование
Зоя Ставрева е родена през 1883 г. в Търново в семейството на Атанаска и Ставри Маринополски. Баща ѝ е търговец, ползващ се с авторитет и с уважението на своите съграждани. От общо петте деца – 2 момчета и 3 момичета, Зоя се откроява с най-буден ум, амбиция и ученолюбие. Завършва с отличие средното си образование в Търново. През 1914 г. завършва висше образование по философски науки в Берн, Швейцария.
През същата година подготвя докторска дисертация към Висшия философски факултет на Бернския университет, която успешно защитава през 1915 г. и е удостоена с научното звание „доктор на философските науки“. Темата на дисертацията ѝ е „Състраданието като основа на морала при Шопенхауер“ (на немски: Das Mitleid als Fundament der Moral bei Shopenhauer). За пръв път в историята на българската философия са разгледани проблемите на метаетиката (наука за трансцендентните нравствени принципи като висши цели на разума), отнасящи се до изследването на първоосновите на морала.

### Педагогика
След завръщането си в България Ставрева, в продължение на 24 години преподава философия в Девическата гимназия „Св. Митрополит Климент“ в Търново.
Паралелно с философските си идеи Зоя Ставрева усилено проучва проблемите в областта на историята на образованието в България. Особено внимание отделя на девическото образование. Тя усилено търси причините, поради които на момичетата се дава възможност да се образоват по-късно, отколкото на момчетата. Като първа и основна причина открива и посочва психологическата нагласа на българина, че на момичетата, като бъдещи майки и съпруги, не им е нужно образование. От значение са и моралните съображения, че смесените класове вредят на нравите на подрастващите.
В статията „Девическото образование“ в Търново през 1939 г. настоява образованието на жената да бъде приближено повече до живота:
| „ | Жената живее в едно раздвоение между нейното духовно призвание, което я насочва към учение и получаване на образование наравно с мъжа, и нейното естествено призвание – майчинството. Даровитата, гениалната жена се открива в учения, в художника, в държавника, във философа. Ето защо участието на жената в живота не се състои само в раждане на деца и водене на домакинството. | “ |

### Обществена дейност
Популяризира научните си изследвания като активно сътрудничи на списание „Учителска мисъл“, „Учителска практика“, Образование, „Учителски преглед“, „Дом и училище“, както в редица централни и местни вестници. Постоянен сътрудник е на Общинския вестник „Велико Търново“. Изнася сказки в родното Търново и из цялата страна.
Ставрева е председател на Учителски въздържателен съюз с център Търново (1924 – 1925). Подготвя и изнася множество беседи. Представя реферати на световни конгреси във Виена, Хелзинки, Хага. На конгреса, проведен в Търново през 1931 г. става инициатор за обединението на всички въздържателни съюзи.
Членува в Дружество на българките с висше образование, основано в София на 29 май 1924 г. Член е и на Класния учителски съюз, на Ученическо дружество „Радост“, активен деец на Червения кръст.
Ставрева е голям радетел за чист български език. Подобно на историка Никола Станев е против изкуственото възприемане на чуждици в езика.
Прави редица дарения на книги.

### Отличия
Носител е на множество награди за активна обществена дейност.
През 1940 г. Младежкият Червен кръст я награждава със Знак за отличие и свидетелство.